# Le Bibendum céleste
Le Bibendum céleste est une série de bande dessinée de Nicolas de Crécy en trois volumes sortis entre 1994 et 2002, publiée par Les Humanoïdes associés. Une version intégrale est publiée chez le même éditeur en 2010, et rééditée en 2013.
La bande dessinée suit l’arrivée de Diego le phoque à New York-sur-Loire, la « capitale de tous les excès ».
La série, alors publiée en album intégral en Italie, reçoit en 2016 le Prix Micheluzzi de la meilleure bande dessinée étrangère. 

## Historique
La publication du premier tome du Bibendum céleste, en 1996, suit la publication du premier livre de Nicolas De Crécy, Foligatto, scénarisé par Tjoyas et publié en 1991. Le Bibendum céleste est la première série de l’auteur où il est à la fois le scénariste, le dessinateur et le coloriste. Elle est également la première de ses histoires à avoir pour cadre la ville imaginaire de New York-sur-Loire, qui tiendra par la suite lieu de décor à plusieurs autres de ses œuvres, parmi lesquelles Prosopopus, Salvatore, et le Journal d’un fantôme.

## Description

### Synopsis
La bande dessinée suit l’arrivée de Diego, un jeune phoque, à New York-sur-Loire, une ville surnommée la « capitale de tous les excès ». À peine arrivé, il se voit désigné malgré lui pour être candidat au Prix Nobel de l’Amour, et suivra un apprentissage auprès des professeurs de la ville, bien décidés à vaincre son ignorance et faire de lui le parfait candidat. 

### Personnages

#### Diego
Protagoniste de l’histoire, Diego est un phoque unijambiste à l’allure gauche qui se déplace avec des béquilles. Il est caractérisé dans la bande dessinée par le professeur Lombax comme une « âme romantique », un « garçon sensible ». C'est un personnage presque exclusivement muet pendant toute la première partie de la série.

#### Professeur Lombax
Le professeur Lombax est le narrateur du début de l’histoire. Professeur renommé de la ville pendant quarante ans (doctorant en génie civil, maître en sociologie et professeur en ethnologie), il faisait partie de l’équipe de professeurs qui encadraient Diego dans son apprentissage en vue de devenir Prix Nobel de l’Amour. Après un accident, il n’est aujourd’hui plus qu’une tête séparée de son corps qui tente de conter l’histoire de Diego, mais se fait voler la place de narrateur par le Diable.

#### Le chien
Gros chien blanc qui parle, il est le premier et le seul ami que se fait Diego à son arrivée à New York-sur-Loire. Il l’emmène au bar, lui fait visiter la ville. Contrairement à Diego, c’est un personnage très bavard. En tant que chien, il considère ne pas être reconnu à sa juste valeur à New York-sur-Loire, et se méfie des humains.

#### Le Diable
Il est prêt à tout pour empêcher Diego d'être le Prix Nobel de l'Amour, qui est un prix contraire à toutes ses convictions. De petite taille, il a les oreilles et les dents pointues, des pattes de cochons, et porte un tablier à carreaux.

## Analyse

### Graphisme
Le trait de De Crécy se rapproche de celui des expressionnistes allemands, qui sont une de ses inspirations. Néanmoins, ce trait change au fil des pages, souvent très présent, quelques fois plus estompé. L’emploi des couleurs est également changeant : les dominantes varient d’une vignette à une autre, allant de l’ocre chaud à des teintes bleues plus froides, en passant par l’utilisation de rouges très vifs. Les planches du Bibendum Céleste sont en effet pour son auteur un terrain d’expérimentation et de recherche graphique.

### Univers
L’histoire se déroule à New York-sur-Loire : une New York parodiée, rendue plus « bucolique » et « francisée » par sa proximité avec la Loire, comme l’explique De Crécy. Le gigantisme des bâtiments s'accompagne ainsi d'une architecture très européenne. La ville est peuplée de personnages excentriques et étranges, parmi lesquels des créatures mi-humaines mi-animales et des super-héros ridicules.

## Liste des volumes
1. Tome 1, Les Humanoïdes associés, 1994  (ISBN 2-7316-1183-9).
2. Tome 2, Les Humanoïdes associés, 1999  (ISBN 2-7316-1367-X)[4].
3. Tome 3, Les Humanoïdes associés, 2002  (ISBN 2-7316-1451-X)[5].

- Intégrale, Les Humanoïdes associés, 2010  (ISBN 978-2-7316-2263-8), réédition en 2013  (ISBN 978-2-7316-5855-2).

## Postérité

### Éditions étrangères
L'œuvre est éditée au Japon en 2010 sous le titre Tenkū no bibandamu (天空のビバンダム) par Asukashinsha.
En 2016, l'album intégrale publié en Italie sous le titre Il celestiale bibendum par Eris Edizioni obtient le Prix Micheluzzi de la meilleure bande dessinée étrangère.

## Distinctions
- 2011 : 3e prix du Prix Gaiman[7]

### Publication en lien
- New York sur Loire, Casterman, janvier 2005
Scénario, dessin et couleurs : Nicolas de Crécy